# Giải đua ô tô Công thức 1 Monaco 2008
Giải đua ô tô Công thức 1 Monaco năm 2008 là chặng đua thứ sáu của giải vô địch thế giới Công thức 1 năm 2008. Giải được tổ chức từ ngày 23 đến ngày 25 tháng 5 năm 2008. Giải được tổ chức tại Circuit de Monaco; thi đấu trên 76 vòng đua, đó là cuộc chạy đua thứ sáu của mùa giải Công thức một năm 2008. Chiến thắng cuộc đua thuộc về Lewis Hamilton thi đấu cho đội McLaren. BMW Sauber, Robert Kubica về thứ hai, và Felipe Massa, người đã bắt đầu từ vị trí pole, đứng thứ ba trong một chiếc Ferrari.